# ديليبلاتسكا بيسكارا

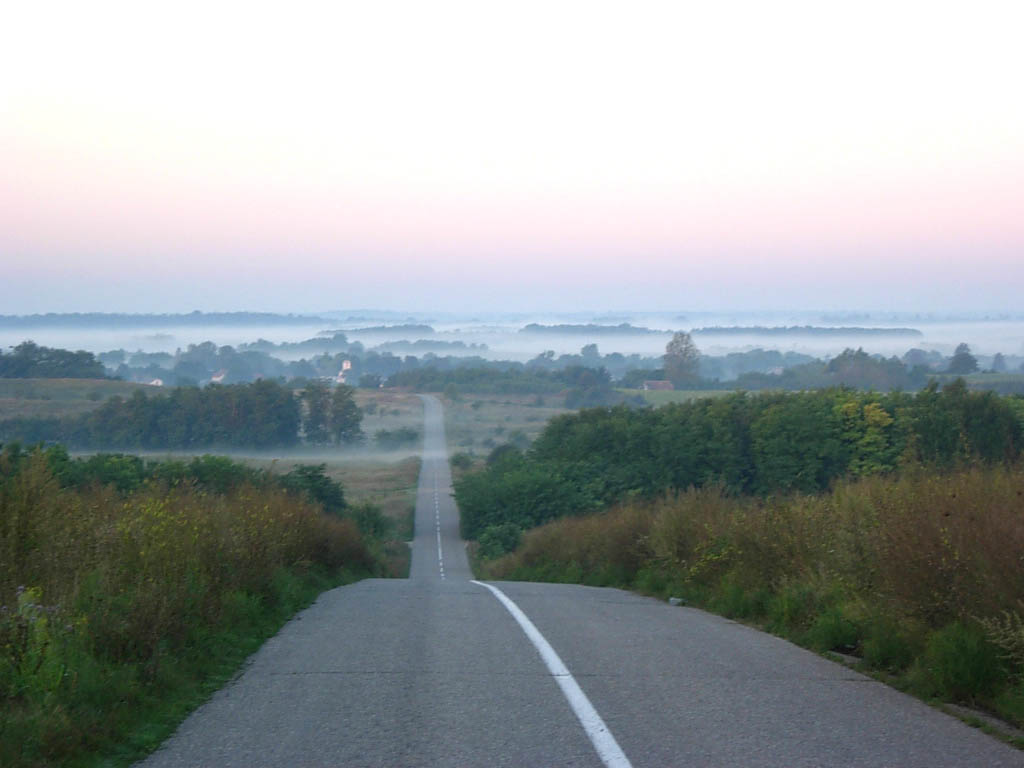
ضباب صباحي في ديليبلاتسكا بيسكارا

ديليبلاتسكا بيسكارا (بالصربية:Deliblatska Peščara) هي منطقة رملية كبيرة تقع في مقاطعة فويفودينا في صربيا، وهي تقع أيضا في جنوب منطقة بانات، سميت صحراء ديليبلاتسكا بيسكارا نسبت لقرية ديليبلاتسكا، التي تقع في بلدية كوفين.
ديليبلاتسكا بيسكارا هي أكبر الأراضي الرملية في أوروبا، نشأت عن انسحاب بحر بانونيا، الذي أدى في النهاية إلى زوال الغابات من المناطق المحيطة بها، أعلن لاحقا أن الصحراء محمية خاصة، وهي تعد منطقة صيد حصرية للصيادين القادمة من دول أوروبا الغربية. [بحاجة لمصدر]

## الحياة البرية والرما
تحتوي الصحراء على الرمال الغنية بتنوعها النباتي، فهي موطن لحوالي 900 نوعًا مختلفًا من النباتات التي كثير ما تعتبر وفقا للمعايير الدولية لنادرة أو مستوطنة في حوض بانونيا، تم زراعتها بتضاريس مماثلة في أوروبا وتشجيرها، في حين ظلت الرمال إلى حد كبير دون مساس. بعض الأنواع المهددة بالانقراض أو المتوطنة من النباتات تشمل نباتات الفاوانيا، وسهوب الفاوانيا، ونبات البردي، وقزم سهوب اللوز، وحوالي 20 نوعًا مختلفًا من النباتات السحلبية التي تنمو في هذا المجال. أما الحيوانات التي تعيش في الصحراء فهي تشمل فئران الخلد، وسهوب الظربان، ونملة الصحراء، وسهوب يربوع. أما الطيور المهددة بالانقراض مثل الصقر الصقر والنسر الإمبراطوري الشرقي، والنسر والسناجب البرية التي تعيش في حقول كبيرة العشب المفتوحة.